# Take Me to Church
Singles de Hozier
From Eden
(2014)
Take Me to Church est un single du chanteur irlandais Hozier sorti le 16 septembre 2013 sous les labels Island Records, Columbia Records et Rubyworks (en). Il est présent dans son EP Take Me to Church et son album Hozier.
Le single est entré en octobre 2013 dans l'Irish Singles Chart en tant que n°2, où il est resté durant quatre semaines consécutives. En juillet 2013, Hozier le met à disposition du public via le magasin de musique en ligne Bandcamp. Au mois de septembre de la même année, et à la suite de son succès, le chanteur décide de réaliser un clip en noir et blanc, où deux jeunes hommes homosexuels subissent les sévices homophobes que provoque la déclaration de leur liaison. En mai 2014, Hozier interprète la chanson sur le plateau du Late Show, avec David Letterman. Aux États-Unis, le morceau est lancé sur les radios rock dès le 24 juin 2014 par la maison de disque Columbia Records. Il atteint finalement la deuxième place du Billboard Hot 100, magazine de classement musical américain, en décembre 2014,.
La chanson a été vendue à plus d'un million d'exemplaires aux États-Unis à compter de novembre 2014. Pour la 57e cérémonie des Grammy Awards, le single a été nommé pour le Single of the Year (Chanson de l'année).

## Développement
Take Me to Church est écrite par Hozier. Il s'inspire pour cette chanson du poème Chorus Sacerdotum et des écrits de Christopher Hitchens.

## Composition
Take Me to Church, littéralement « Emmène-moi à l'église » en français, est une métaphore. Le protagoniste compare en effet son propre amant à la religion. L'évocation de l'ecstasy dans la chanson est aussi une métaphore religieuse.
Dans une interview pour le Irish Times, Hozier déclare : « Je trouve que l'expérience de tomber amoureux ou d'être amoureux a été comme une mort, la mort de tout. En quelque sorte, vous vous regardez mourir d'une façon merveilleuse, et vous expérimentez le fait que, pendant un court instant - si vous vous voyez durant un moment à travers ses yeux - toutes vos croyances sur vous-même disparaissent. En un sens, c'est une mort et renaissance. »
Dans une autre interview, cette fois-ci avec le magazine New York, il déclare : « La sexualité et l'orientation sexuelle — quelle que soit l'orientation — sont simplement naturelles. Un acte sexuel est l'une des choses les plus humaines qui soient. Mais une organisation comme l'Église dit, à travers sa doctrine, que cela porterait atteinte à l'humanité, en enseignant avec succès la honte à propos de certaines orientations sexuelles - que c'est un péché, ou que cela offense Dieu. Cette chanson est à propos de vous-même, et réclame votre humanité à travers un acte d'amour. »

## Clip vidéo
La vidéo de Take Me to Church est réalisée par Brendan Canty et publiée le 25 septembre 2013. Tournée en noir et blanc, elle suit la relation de deux hommes homosexuels, et les réactions violentes à caractère homophobe qui s'ensuivent lorsque la communauté apprend de l'un des amants l'homosexualité du couple. Hozier n'apparaît pas dans la vidéo. 
À travers ce morceau, le chanteur souhaite défendre la cause homosexuelle et l'orientation sexuelle de chacun, en dénonçant le traitement de la communauté LGBT en Russie. Hozier déclare à propos de ce clip : « Cette chanson a toujours parlé de l'humanité dans ce qu'elle a de plus naturelle, et sur comment elle est constamment minée par les [organisations de] religieux et par ceux qui voudraient nous faire croire qu'ils agissent dans son intérêt. Ce qu'on a vu se développer en Russie n'est rien de moins qu'un cauchemar, alors j'ai proposé d'amener ces thèmes dans l'histoire [de la chanson] et Brendan a aimé l'idée. » Il continue : « Il s'agit de l'humanité à son plus naturel, et je pense que la chanson est sur la sexualité, à propos de l'acte sexuel lui-même. C’est aussi un petit coup de gueule sur l'Eglise et les organisations qui veulent affaiblir l'humanité à son plus naturel en critiquant des choses comme l'orientation sexuelle ou l'humanité naturelle,. »
Le clip vidéo est considéré par le magazine New York comme l'un des quinze meilleurs de l'année 2014.
En février 2015, la nouvelle version réalisée sous la direction de David LaChapelle met en scène le danseur ukrainien Sergueï Polounine.

## Réception

### Réception critique
Selon le New York Times, Take Me to Church est la septième meilleure chanson de l'année 2014.

### Réception commerciale
Take Me to Church est la chanson la plus jouée et partagée sur Spotify en 2014,.

## Interprétations en direct
En mai 2014, Hozier interprète Take Me to Church dans le Late Show de David Letterman et The Ellen Show de Ellen DeGeneres.
Il chante par la suite cette chanson dans plusieurs émissions de télévision, comme Saturday Night Live.
Hozier interprète Take Me to Church lors du défilé annuel de la marque de lingerie Victoria's Secret en décembre 2014.

## Reprises et usage des médias

### Reprises
- Matt McAndrew (en), candidat de l'émission The Voice, aux États-Unis, a joué Take Me to Church durant sa prestation. Sa reprise a culminé à la cinquième place des iTunes Charts, et à la place #92 du Billboard Hot 100.
- Le groupe féminin britannique Neon Jungle a enregistré une reprise de Take Me to Church, qui a été incluse dans l'édition deluxe de leur album Welcome to the Jungle (en).
- Kiesza, interprète canadienne, a repris la chanson sur sa chaîne YouTube[19].
- Ed Sheeran, auteur et interprète britannique, a chanté la chanson en live lors d'une apparition sur la radio BBC[20].
- Ellie Goulding, interprète anglaise, a repris cette chanson.
- Mathieu, candidat à la Nouvelle Star en 2015, chante à son tour Take Me to Church.
- La chanson est reprise par Noah Guthrie dans le onzième épisode de la sixième saison de Glee à l'occasion des Sectionnals.
- Le titre est également repris par Côme, candidat de The Voice en France en 2015, en duo avec Baptista, autre candidate concurrente.
- Demi Lovato a repris la chanson le 9 septembre 2015 sur la radio BBC, tout comme l'a fait Ed Sheeran. Elle a offert une interprétation qui a suscité beaucoup de critiques positives de la part des auditeurs et internautes.
- Le groupe de metal extrême canadien The Agonist reprend la chanson sur son album Five sorti en septembre 2016.
- Candice Parise, interprète française, reprend Take me to Church lors de la première émission des Auditions à l'Aveugle dans The Voice - Saison 6, le 18 février 2017.
- Julia Westlin, chanteuse suédoise, reprend cette chanson à capella, sur son album Acapella de 2015[21].
- Julie Zenatti, chanteuse française, reprend cette chanson lors de l'émission « Mask singer » sous le costume du Panda.
- Imany, chanteuse française, reprend cette chanson dans son album Voodoo Cello.

### Utilisations
- Take Me to Church a été utilisé dans une publicité à la télévision aux États-Unis pour le film Fury.
- La chanson est aussi utilisée dans un épisode de la série télévisée Herzensbrecher – Vater von vier Söhnen (de).
- Elle sert d'illustration sonore à la publicité de la Nouvelle Renault Clio 2016.

## Classements et certifications
| Classement (2013-15)                    | Meilleure position |
| --------------------------------------- | ------------------ |
| Allemagne (Media Control AG)            | 2                  |
| Australie (ARIA)                        | 2                  |
| Autriche (Ö3 Austria Top 40)            | 1                  |
| Belgique (Flandre Ultratop 50 Singles)  | 1                  |
| Belgique (Wallonie Ultratop 50 Singles) | 2                  |
| Canada (Hot 100)                        | 2                  |
| Danemark (Tracklisten)                  | 4                  |
| Écosse (OCC)                            | 3                  |
| Espagne (PROMUSICAE)                    | 6                  |
| Finlande (Suomen virallinen lista)      | 4                  |
| France (SNEP)                           | 2                  |
| France (SNEP Streaming)                 | 1                  |
| Hongrie (Rádiós Top 40)                 | 2                  |
| Hongrie (Single Top 40)                 | 1                  |
| Irlande (IRMA)                          | 2                  |
| Israël (Media Forest)                   | 10                 |
| Italie (FIMI)                           | 2                  |
| Nouvelle-Zélande (RMNZ)                 | 2                  |
| Norvège (VG-lista)                      | 2                  |
| Pays-Bas (Nederlandse Top 40)           | 2                  |
| Pays-Bas (Single Top 100)               | 2                  |
| Pologne (ZPAV)                          | 1                  |
| Tchéquie (IFPI Rádio)                   | 1                  |
| Slovaquie (IFPI Rádio)                  | 5                  |
| Suède (Sverigetopplistan)               | 1                  |
| Suisse (Schweizer Hitparade)            | 1                  |
| Royaume-Uni (UK Singles Chart)          | 2                  |
| États-Unis (Hot 100)                    | 2                  |
| États-Unis (Rock Airplay)               | 3                  |
| États-Unis (Alternative Songs)          | 2                  |
| États-Unis (Adult Contemporary)         | 14                 |
| États-Unis (Adult Pop Songs)            | 1                  |
| États-Unis (Dance Club Songs)           | 32                 |
| États-Unis (Pop Airplay)                | 2                  |

| Région                                                                                                 | Certification | Ventes/Streams |
| --- | ------------- | -------------- |
| Belgique (BEA)                                                                                         | 3 × Platine   | 60 000*        |
| *Ventes selon la certification ^Mise en rayon selon la certification xNon précisé par la certification |               |                |

## Distinctions

### Nominations
- MTV Europe Music Awards 2014 : « Meilleure chanson à message[57] »
- 57e cérémonie des Grammy Awards : « chanson de l'année[58] »